# J. Paul Getty Trust
El J. Paul Getty Trust es la institución filantrópica artística más acaudalada del mundo, con una dotación de $4.200 millones ($4500 millones, según una estimación de diciembre de 2008). Con sede central en Los Ángeles, California, opera el Museo J. Paul Getty que tiene dos locales: el Getty Center en Los Ángeles y la Getty Villa en Malibu (California). Sus otros programas son la Fundación Getty, el Instituto de Investigación Getty y el Instituto de Conservación Getty, por medio de los cuales otorga becas que se centran en las artes visuales en todas sus dimensiones.
El fideicomiso del Museo J. Paul Getty fue establecido por el empresario petrolero Jean Paul Getty en 1953. Getty falleció en 1976 y dejó la mayor parte de su patrimonio, incluyendo acciones valorizadas entonces en cerca de $660 millones de la empresa Getty Oil, a dicho fideicomiso. En la actualidad, la dotación de la institución se calcula en unos $5.600 millones hasta el año 2011; es por ello el ente de mayor poder económico dentro del mundo del arte.
Los conflictos legales sobre el testamento del Sr. Getty tomaron años en ser resueltos; pero, en 1982, el fideicomiso recibió finalmente el legado completo de Getty. El fideicomiso comenzó a añadir una serie de nuevos programas en 1982 y, en febrero de 1983, solicitó judicialmente cambiar su nombre a J. Paul Getty Trust.
El 4 de diciembre de 2006, el fideicomiso anunció la contratación del historiador del arte James N. Wood como el nuevo presidente y Chief Executive Officer (CEO), en reemplazo de Barry Munitz, quien fue forzado a renunciar a inicios de 2006.